# 애쉬니코
애쉬니코(Ashnikko, 1996년 2월 19일 ~ )는 미국의 가수, 래퍼, 작곡가이다.

## 음반 목록

### 정규 음반
- Demidevil (2021)

### EP
- Sass Pancakes (2017; 라프 라일리와 합작)
- Unlikeable (2018)
- Hi, It's Me (2019)